# 恵理加
恵理加（えりか、1990年11月23日 - ）は、日本の女優、タレント。所属事務所はR&E。

## 人物・来歴
静岡県浜松市出身。スポーツを得意とし、小学校・中学校とバスケットボールに励み高校ではバスケ部のキャプテンを務める。
2014年にR&Eに所属。映画・舞台・TV・ラジオ・イベント等、幅広く活動を行っている。

### 兄弟
実兄にスタイリストの服部昌孝がいる。

### 資格
2016年にフラワーアレンジメントの資格を取得。

## 出演

### 映画
- 地下中の中心で愛を叫ぶ（2015年5月、監督：右田昌万） - 福本美早紀 役
- 丑刻二参ル（2015年11月） - 宏美 役
- 深夜カフェ（2016年9月） - 小百合 役
- 2085年、恋愛消滅（2016年11月） -  水澤メイミ 役
- Death Come True (デスカムトゥルー)（2020年8月） - 特殊刑事 役
- 滑走路（2020年11月） - 社員 役

### テレビドラマ
- 金曜ロードSHOW! 特別ドラマ企画 家族、貸します 〜ファミリー・コンプレックス〜（2012年7月27日、日本テレビ） - 社員 役
- 金曜ドラマ「凪のお暇」 第3話（2019年8月2日、TBSテレビ） - 慎二の親戚 役
- 特命おばさん検事！花村絢乃の事件ファイル スペシャル（2019年12月20日、テレビ東京） - 東京地検刑事部1部検事 役
- この男は人生最大の過ちです 第4話（2020年2月、テレビ朝日） - ホステス 役
- 相棒18 第17話（2020年2月、テレビ朝日） - 社員 役 ※スチール出演
- おじさんはカワイイものがお好き。　（2020年、読売テレビ・日本テレビ系） - 第2営業課(鳴戸課長部下)社員 役
- 東京タラレバ娘2020（2020年、日本テレビ） - スチール出演
- ウルトラマンZ（2020年、テレビ東京） - ストレイジ整備班 役
- BG～身辺警護人～ 最終話（2020年、テレビ朝日） - 婦警 役
- 作家刑事毒島真理（2020年、テレビ東京） - 毒島真理のファン 役
- その女、ジルバ（2021年1月、東海テレビ・フジテレビ系） - キャリアウーマン 役
- オー!マイ・ボス!恋は別冊で（2021年2月、TBSテレビ） - ZEAL(ジール)編集部スタッフ 役
- 天国と地獄〜サイコな2人〜 第5話（2021年2月、TBSテレビ） - カジノディーラー 役
- カラフラブル〜ジェンダーレス男子に愛されています。〜 第3話（2021年4月、日本テレビ） - ヘアメイク 役

### テレビ・バラエティ
- 冷凍食品総選挙（2019年、テレビ朝日）
- 全力！脱力タイムズ（2019年9月、フジテレビ） - ヘアメイクアシスタント 役
- THE突破ファイル（日本テレビ） - 再現ドラマ
  - 2019年11月 - OL 役
  - 2020年1月 - ピエロ被害者 役
  - 2020年11月 - 銀行員 役
- 発見！ひらめきマネーそんな仕事あったんだ 再現ドラマ（2020年3月） - キャバ嬢 役
- 千鳥のクセがスゴいネタGP（2020年11月、フジテレビ） - ロバート秋山ネタ出演
- 華丸大吉&千鳥のテッパンいただきます!再現ドラマ（2021年2月、関テレ・フジテレビ系） - タレント 役
- クイズプレゼンバラエティー Qさま!!（2021年2月、テレビ朝日） - キャンプブロガーサリー 役
- 踊る!さんま御殿!!（2021年4月、日本テレビ） - #デリカシーのない人

### 舞台
- 新撰組伝（2014年8月） - 君香 役
- 飛翔（2015年1月） - 橋本美里 役
- 桜の園（2015年2月） - アーニャ 役
- RE:UNION（2015年4月） - 華月薫 役
- ロミオとジュリエット（2015年5月） - キャピュレット夫人 役
- 空中散歩とメンソール（2015年5月） - 武田絵美 役
- まつさん（2015年11月） - 山本沙也加 役
- 美しく燃える夜（2016年1月） - 山本香 役
- 畳屋バラッド（2016年4月） - 竹田千草 役
- Stand UP Girls!（2016年11月） - 金子瑞恵 役
- SIMPLY BECAUSE IMITATION（2017年1月） - 緒方春香 役
- SEVENMEN SIXWOMEN（2017年8月） - 韮沢澄江 役
- no melody BOLERO（2017年12月） - ピッコ 役
- "STRAYDOG" Seedling 皆殺しの天使（2018年2月、作：酒井健太郎 / 演出：森川圭 / 監修：森岡利行） - エリカ 役
- 漫才バンザイ（2018年9月） - 竹子 役[1]
- 虹梅 Braggart cards ～乱れ咲き誇る～（2018年12月） - 柳 役[2]

### 朗読劇
- 御伽の赤ずきん（2016年10月） - ナレーション
- 手紙（2018年7月） - 八木静香、恵理子 役
- パパによろしく（2018年7月） - 稲本真紀子 / 根本雪枝 役

### WEB CM
- WILLER TRAVEL「東京レストランバス」（2018年）
- 保険相談ニアエル・niaeru（2019年） - 社員 役
- 渋谷スクランブルスタジアム バスケットボール編（2019年11月）
- 株式会社アクタガワ（2019年12月） - 経営コース社員 役
- 江東ブランド 江東区ものづくり団地（2020年5月） - 社員 役
- ツムツムアカデミー「アカデミー開講篇」（2021年1月） - 生徒 役

### WEB番組
- クルーズTV（2018年6月、AbemaTV FRESH LIVE） - ゲスト出演

### ラジオ
- ZIPANGの七色小町（2017年11月・2018年7月、渋谷クロスFM） - ゲスト出演[3][4]
- みつくんの新鮮アーティスト！生絞り！（2018年12月、渋谷クロスFM） - ゲスト出演[5]

### MV
- HAN-KUN「SUNDANCER」
- CHEMISTRY - 友人 役
- CLIFF EDGE featuring 中村舞子 - 友人 役
- フレンチキス - 保育士 役
- スケルポケット「メリーゴーランド」（2017年2月）

### ライブ
- THE LIVE ”REBIRTH” YUKI AIZAWA（2016年11月） - ダンサー

### その他
- TOKYO it GIRL COLLECTION
- ブライダルファッションショー
- LIVE MC
- ファッション誌

等